# Lathrostizus lapponicus
Lathrostizus lapponicus är en stekelart som beskrevs av Horstmann 2004. Lathrostizus lapponicus ingår i släktet Lathrostizus och familjen brokparasitsteklar. Inga underarter finns listade i Catalogue of Life.